# 丁道迁
丁道遷（?—?），《梁书》作丁仲遷，祖籍谯郡（今安徽省亳州市），南梁官员。
梁武帝天监初年任历阳郡太守。其女为梁武帝贵嫔丁令光。丁令光是昭明太子萧统、简文帝萧纲生母。丁贵嫔又生庐陵王萧续，武帝对他说：“贤女又生了一个男孩。”他回答：“莫道猪狗子。”传为笑柄。官至兖州刺史、宣城郡太守。